# اللكيمة (يريم)

تعديل مصدري - تعديل

اللكيمة هي إحدى قرى عزلة ارياب بمديرية يريم التابعة لمحافظة إب، بلغ تعداد سكانها 125 نسمة حسب تعداد اليمن لعام 2004.